# Pujol del Mas
El Pujol del Mas és una muntanya de 243 metres que es troba al municipi de Sant Climent de Llobregat, a la comarca del Baix Llobregat.